# Juan Morillo
Juan Bautista Morillo (nacido el 5 de noviembre de 1983 en San Pedro de Macorís) es un lanzador dominicano que jugó en las Grandes Ligas de Béisbol alrededor de cuatro temporadas de 2006 a 2009. Participó en el Juego de Futuras Estreas 2005 en Detroit.
Morillo además jugó con Tohoku Rakuten Golden Eagles en la Liga Japonesa durante la campaña 2010-2011.
Mientras jugaba en Doble-A con Tulsa Drillers en 2007, Morillo tuvo un récord de 6-4 en 57.1  entradas lanzadas, con 59 ponches y efectividad de 2.35.
Morillo tiene una recta que va de 95 a 100 mph, pero su slider es inconsistente y su control es inferior a la media.
Morillo hizo el roster de los Rockies de Colorado en el opening day de 2009. El 10 de abril de 2009, Morillo fue designado para asignación por los Rockies para dar paso a Matt Belisle.
Fue reclamado en waivers por los Mellizos de Minnesota el 17 de abril de 2009, reemplazando a Philip Humber, quien fue designado para asignación.
El 29 de abril de 2009, Morillo fue designado para asignación para dar cabida a Joe Mauer, quien regresaba de una lesión en la espalda sufrida antes de los entrenamientos de primavera.
El 17 de noviembre de 2009, Morillo firmó para jugar con Tohoku Rakuten Golden Eagles de la Liga del Pacífico japonesa.